# Вінтерпорт (Мен)
Вінтерпорт (англ. Winterport) — місто (англ. town) в США, в окрузі Волдо штату Мен. Населення — 3817 осіб (2020).

## Демографія
Згідно з переписом 2010 року, у місті мешкало 3757 осіб у 1503 домогосподарствах у складі 1100 родин. Було 1645 помешкань
Расовий склад населення:
| - 97,0 % — білих - 0,7 % — азіатів - 0,6 % — корінних американців - 0,3 % — чорних або афроамериканців - 0,1 % — вихідців з тихоокеанських островів |

До двох чи більше рас належало 1,1 %. Частка іспаномовних становила 0,8 % від усіх жителів.
За віковим діапазоном населення розподілялося таким чином: 22,9 % — особи молодші 18 років, 65,9 % — особи у віці 18—64 років, 11,2 % — особи у віці 65 років та старші. Медіана віку мешканця становила 41,5 року. На 100 осіб жіночої статі у місті припадало 97,7 чоловіків;  на 100 жінок у віці від 18 років та старших — 95,9 чоловіків також старших 18 років.
Середній дохід на одне домашнє господарство  становив 71 700 доларів США (медіана — 68 571), а середній дохід на одну сім'ю — 81 734 долари (медіана — 75 333). Медіана доходів становила 49 130 доларів для чоловіків та 36 380 доларів для жінок. За межею бідності перебувало 10,5 % осіб, у тому числі 10,3 % дітей у віці до 18 років та 1,4 % осіб у віці 65 років та старших.
Цивільне працевлаштоване населення становило 2117 осіб. Основні галузі зайнятості: освіта, охорона здоров'я та соціальна допомога — 39,5 %, роздрібна торгівля — 13,8 %, науковці, спеціалісти, менеджери — 7,1 %, публічна адміністрація — 6,8 %.